# Senado de Illinois
El Senado de Illinois es la cámara alta de la Asamblea General de Illinois, la rama legislativa del gobierno del estado de Illinois, en Estados Unidos. El cuerpo fue creado por la primera constitución estatal adoptada en 1818. El Senado de Illinois constituye de 59 senadores elegidos desde distritos legislativos, determinados por la población del estado. Bajo la Constitución de Illinois de 1970, los senadores se dividen en tres grupos, cada grupo con un mandato de dos años de duración durante una parte diferente de la década entre dos censos, con el resto de la década siendo ocupada por dos mandatos de cuatro años. Dependiendo del año de las elecciones, un tercio, dos tercios, o todo el Senado pueden ser disputados. En contraste, la Cámara de Representantes de Illinois está conformada por 118 miembros con su calidad de miembro elegida cada dos años. Los distritos de la Cámara se forman dividiendo cada distrito del Senado por la mitad.